# Transmissões de televisão perdidas
Transmissões de televisão perdidas referem-se principalmente a gravações de programas de televisão que não estão mais disponíveis em arquivos de emissoras de TV (ou em arquivos pessoais), geralmente devido à destruição deliberada ou negligência.

## Razões comuns para perda de transmissões de televisão
Uma proporção significativa da programação dos primeiros anos da televisão nunca foi gravada. No começo da televisão, todos os programas eram transmitidos ao vivo. Por não haver meios de gravar a transmissão ou, posteriormente, por se pensar que o próprio conteúdo tinha pouco valor monetário ou histórico e que não haveria demanda por esse material posteriormente, não se julgava necessário arquivá-lo. No Reino Unido, muitos dos primeiros programas da televisão britânico foi perdida devido a exigências contratuais do sindicato de atores para limitar a reexibição das apresentações.
A prática de reutilizar, apagar ou reutilizar fitas de videotape, fitas U-Matic e gravações cinescopadas foi historicamente muito comum, principalmente nas décadas de 1960 e 1970, no entanto, hoje ela é pouco frequente. Os formatos de vídeo e áudio mais antigos eram muito mais caros (em relação à quantidade de material que poderia ser armazenado) e ocupavam muito mais espaço de armazenamento do que os arquivos de áudio ou vídeo digitais modernos, tornando sua retenção mais cara e dispendiosa. Havia mais incentivo à reciclagem a mídia para reutilização ou (no caso da mídia gravada em filmes) qualquer conteúdo de prata nas películas do que preservar o conteúdo, aumentando assim o incentivo ao descarte dos materiais existentes para ter espaço e material de armazenamento para programas mais recentes.
A capacidade dos espectadores de gravar a programação em casa era extremamente limitada antes do videotape; embora um espectador pudesse gravar o vídeo de uma transmissão em filme de 8 mm ao longo da história da televisão ou gravar o áudio de uma transmissão em fita cassete a partir da década de 1960, geralmente não era possível capturar ambos no mesmo meio até que o Super-8 surgiu na década de 1960. Filmes desse tipo são extremamente raros. As gravações de áudio são mais comuns e existem inúmeras cópias de transmissões de televisão perdidas nessa forma.
O advento do home video (por exemplo, VHS e DVD) e particularmente, o aumento da mídia digital na década de 1990 tornou reutilizar ou regravar fitas menos benéfico, pois o custo de produção e manutenção de cópias das transmissões de TV caiu drasticamente. Além disso, as emissoras e produtoras também perceberam posteriormente o potencial comercial através do home video, da televisão por assinatura e do vídeo sob demanda de seu material arquivado e isso passou a servir de incentivo para preservar suas gravações. Nos poucos casos em que ainda as emissoras apagam parte de suas gravações, ela é usada apenas para apagar conteúdo efêmero com pouco ou nenhum valor intrínseco.

## Brasil

### Tupi
A Rede Tupi possui poucos registros da década de 1950, uma vez que 90% dos programas eram ao vivo e a gravação em cinescopia era muito cara e a revelação e edição das fitas eram mais trabalhosas. Além do videotape ser um produto caríssimo nos anos 1950 e só começou a ser usado regularmente a partir dos anos 1960, ainda com limitações financeiras. No entanto, há poucos conteúdos em filmes de 16 mm ou 35 mm, tais como trechos da inauguração (TV na Taba), a apresentação musical de Hebe Camargo e Ivon Curi cantando "Noite de Luar", diversos cinejornais com reportagens (disponíveis no site da Cinemateca Brasileira), como a da chegada dos equipamentos de transmissão ao Porto de Santos, bastidores da TV Tupi do Rio de Janeiro, além de algumas cenas de Alô, Doçura!, TV de Vanguarda, Falcão Negro e outros. 
Não há registros da entrevista de Flávio Cavalcanti com o então presidente dos Estados Unidos, John F. Kennedy. Em 2016, Gugu Liberato anunciou em seu programa na Record a descoberta de fitas inéditas do programa Flávio Cavalcanti misteriosamente abandonadas no Arquivo Nacional do Rio de Janeiro, mas que não puderam ser digitalizadas pela falta de equipamentos. O material foi transcodificado pela Record, que tinha o equipamento apropriado, exibindo, no programa de Gugu, imagens em preto e branco do cantor Belchior, cantando "Medo de Avião"; de Zizi Possi, no início da carreira, cantando "Fruto Maduro", e do grupo A Patotinha cantando "Se Essa Rua Fosse Minha", além de revelações e entrevistas de famosos que atuavam no programa, como o estilista Dener Pamplona. Há também um raríssimo trecho de 1 minuto e 40 segundos do especial com o grupo musical Jackson Five, gravado pela TV Tupi São Paulo em 1974, e que foi descoberto  na Cinemateca Brasileira, em 2009, pela equipe do Fantástico da TV Globo, ao procurar arquivos para a cobertura da morte de Michael Jackson.
As telenovelas foram mais preservadas nos arquivos remanescentes da TV Tupi São Paulo. Correspondem à metade das 3.850 fitas. Há inclusive algumas telenovelas completas ou registradas em compactos, como A Viagem, Éramos Seis, O Direito de Nascer, O Profeta, O Julgamento e Aritana (uma vez que estas foram algumas das últimas novelas produzidas ou reprisadas nos últimos anos em que a emissora esteve no ar). De outras, porém, como Simplesmente Maria, Mulheres de Areia, O Machão, A Barba Azul e Ídolo de Pano, apenas alguns capítulos, aberturas e cenas avulsas. Já a novela Os Inocentes, por exemplo, possui 12 capítulos que estão preservados na Cinemateca Brasileira. De 1968 a 1969, a Rede Tupi produzia novos capítulos da telenovela Beto Rockfeller, reutilizando fitas de capítulos exibidos anteriormente; em consequência, apenas cerca de 7 episódios sobreviveram e são hoje mantidos pela Cinemateca Brasileira. Dos outros programas, há cenas do Almoço com as Estrelas, Clube dos Artistas, Clube do Capitão AZA, Estúdio A, Abertura, Jornal Tupi, Brasil Som, A Grande Parada, Hebe e Discoteca do Chacrinha. A TV Globo também mantém em seus arquivos algumas imagens de Ana Maria Braga, no seu começo de carreira na Tupi, apresentando programas como Brasil Som, A Grande Parada, Rede Tupi de Notícias, Jornal do Meio Dia e Jornal Tupi.
Depois da falência da Rede Tupi, em 1980, muitas fitas da TV Tupi São Paulo foram levadas para um depósito no município de Cotia, onde permaneceram até serem resgatadas pela Cinemateca Brasileira, em 1985, e restauradas em 1989, com o apoio da TV Cultura. Houve algumas descobertas espetaculares, como as fitas do programa Mais Cor em Sua Vida, de 1972, a primeira transmissão em cores da emissora, e da histórica entrevista de 1971, com o médium Chico Xavier, no programa Pinga-Fogo, posteriormente lançada em DVD. Existe também um trecho de alguns minutos do Programa Mauro Montalvão, de 1974, disponível no YouTube, porém bem deteriorado.
Sabe-se que apenas duas estações próprias da Rede Tupi possuem fitas de vídeo preservadas, uma vez que no início do uso do videotape, as fitas de novelas e algumas outras produções eram levadas de avião, de estação para estação, até voltar para a sede da rede. Os arquivos da TV Itacolomi, hoje pertencem à TV Alterosa, afiliada ao SBT em Belo Horizonte, enquanto quase todo o material da TV Piratini foi perdido em um incêndio em 1983, dois anos após o prédio da extinta emissora ser ocupado pela TVE. As poucas fitas remanescentes da emissora gaúcha hoje estão armazenadas no Museu da Comunicação Hipólito José da Costa, em Porto Alegre, em um estado fortemente deteriorado. Além disso, quase todas as fitas dos estúdios do antigo Cassino da Urca, no Rio de Janeiro, foram posteriormente encontradas como massivamente deterioradas pela síndrome do vinagre (liberação do ácido acético por degradação química, resultando na perda da qualidade das imagens) e portanto, não puderam ser restauradas. No entanto, parte do acervo dos estúdios da Tupi do Rio de Janeiro foi encontrada em 2005, na sede da Rádio Tupi, e, posteriormente, doada ao Arquivo Nacional, que firmou um acordo com a Rede Globo em 2007 para restaurá-las.
O Arquivo Nacional tem feito um trabalho de resgate com imagens restantes da Tupi sendo digitalizadas das fitas antigas postando vídeos na íntegra e também trechos no Youtube, sendo eles de alguns comerciais, Jornal Tupi (1980), Programa Flávio Cavalcanti (entre 1978 e 1980 em preto e branco), entre outros. Apesar disso, há dificuldade de digitalizar determinadas fitas pela falta de equipamentos próprios para os tipos delas, principalmente na Cinemateca Brasileira. Uma característica que chama a atenção no material mantido pelas instituições públicas é o estado bruto de suas fitas. Isto é, a exibição de atrações com vinhetas e intervalos comerciais mantidos na íntegra. Com isso, puderam ser preservados fragmentos peculiares, como trechos da exibição dublada da série Bonanza, vinhetas de abertura e encerramento da programação, chamadas, e comerciais do creme dental Kolynos.
Em 2020, um canal do YouTube já desativado disponibilizou os últimos 47 minutos da transmissão da Tupi até o desligamento no dia 18 de Julho de 1980. Contando com trechos finais da vigília de funcionários no Rio de Janeiro, com a presença de Roberto Guilherme, a edição especial do programa Aqui e Agora e a mensagem narrada ao presidente da república João Figueiredo.

### Globo
Dos primeiros cinco anos de existência da Globo, na década de 1960, restaram pouquíssimos registros, tais como: a construção e inauguração da emissora, um pequeno registro da primeira transmissão esportiva (um jogo de futebol entre Brasil e União Soviética), imagens da enchente de 1966 no Rio de Janeiro, filmes com cenas de Sempre Mulher (contendo uma com Edna Savaget e Zélia Gattai) e vinhetas como No ar, mais um campeão de audiência do seu canal 4! e O que é bom está na Globo. Também restaram filmes raríssimos, como Pelé cantando no primeiro aniversário da emissora. Dos programas Telecatch, Casamento na TV, Sílvio Santos, Tevefone, Dercy Espetacular, Dercy de Verdade e Moacyr Franco Show restaram pouquíssimos registros, ou simplesmente nada. Em 2015, foi restaurada uma fita raríssima contendo registros do Carnaval de Março de 1965 no Rio de Janeiro, sendo o primeiro registro jornalístico da emissora, feito antes da mesma ser inaugurada. Essas são as imagens mais antigas mantidas pela emissora até então.
A Globo perdeu os 35 primeiros programas completos (com uma exceção do programa nº 30) do Fantástico e boa parte da primeira década do Jornal Nacional (estão guardadas as reportagens exibidas na noite de estreia e o texto de apresentação). Do Jornal Internacional, restaram apenas uma vinheta e um trecho da histórica edição de 9 de agosto de 1974, apresentada por Heron Domingues (que faleceu na manhã seguinte, vítima de um infarto fulminante enquanto dormia), que registrou os bastidores do discurso de renúncia do ex-presidente dos Estados Unidos, Richard Nixon. Também restaram raríssimos momentos do Painel, Amanhã, da segunda versão do Jornal da Globo, Jornal Nacional - 2ª Edição e Globo Revista, e praticamente pouco conteúdo do Jornalismo Eletrônico. A cobertura da queda do Elevado Paulo de Frontin, que ocorreu em 20 de novembro de 1971 e marcou a estreia de Glória Maria como repórter, foi completamente perdida. Do Jornal Hoje, restou praticamente nada de seus primeiros anos de exibição em preto e branco. Apenas um trecho da abertura e os manuscritos da concepção do formato do telejornal, escrita por Leo Batista (em posse da família do próprio jornalista). Dos programas jornalísticos, o acervo de Amaral Netto, o Repórter foi comprado pela Fundação Nacional Pró-Memória em 1988. Restaram, também, programas na íntegra e trechos do Globo Repórter (Estreia Disponível) e Globo Shell Especial, além das retrospectivas a partir de 1975 (incluindo provavelmente a retrospectiva de 1971, mas até o momento apenas com a vinheta de abertura disponível). Também está mantida uma edição especial do Globo Gente com Jô Soares entrevistando Gal Costa, gravado na Pontifícia Universidade Católica do Rio de Janeiro.
Muitos capítulos das telenovelas também foram perdidos como resultado da reutilização de suas fitas e também devido a três incêndios ocorridos em 1969 (nos estúdios de São Paulo), em 1971 e 1976 (os dois últimos em seus estúdios no Rio de Janeiro). No incêndio de 1976, estima-se que 920 a 1.500 fitas foram destruídas, embora tenha havido um grandioso esforço de funcionários para resgatar fitas de programas, reportagens e novelas que seriam exibidas posteriormente, e também de arquivos antigos, onde foi feita uma "corrente humana" que levou as fitas até um caminhão. O dramático incêndio foi registrado, exibido no Globo Repórter e mantido nos arquivos da rede. Isso afetou também as transmissões esportivas, uma vez que sobraram pouquíssimos registros antes do incêndio. Além disso, no site da Globo, foi publicado que um dos registros mais antigos do programa Esporte Espetacular, ainda disponível no acervo da emissora, é a edição especial de retrospectiva exibida no fim de 1976, sobrando poucos registros (ou praticamente nada) de imagens anteriores, como um trecho de poucos segundos de uma vinheta antiga. Em compensação, muitas imagens do programa Globo Esporte foram preservadas desde sua estreia, em 1978, e estão até hoje no acervo, assim como edições de seu antecessor, o Copa Brasil. 
De novelas mais antigas, restaram cinejornais das novelas O Sheik de Agadir, Anastácia, a Mulher Sem Destino, A Rainha Louca e Véu de Noiva. Há apenas algumas novelas da década de 1970 completas ou de forma compacta, como Irmãos Coragem, Escalada, Selva de Pedra, O Bem-Amado (Completa), Pecado Capital (Completa), O Espigão (Capítulo 28 perdido), A Sucessora (Completa), Anjo Mau (Completa), Senhora (Completa), Gabriela, Escrava Isaura (Completa), O Casarão, Saramandaia, Dancin' Days (Completa), O Astro (Completa), Locomotivas (Completa), Marron Glacé (Completa), Feijão Maravilha, Maria, Maria (Completa), Pecado Rasgado (Completa) e Pai Herói (Completa), embora muitas delas apresentem eventuais falhas de imagem e som. No caso de Irmãos Coragem e Selva de Pedra, por exemplo, restaram um compacto com 138 e 79 capítulos, respectivamente, que foram usadas para a comercialização de seus respectivos box de DVDs. De outras novelas, como Bandeira 2, O Cafona, Uma Rosa com Amor, O Semideus, Os Ossos do Barão, O Rebu, Carinhoso, Gina, Corrida do Ouro, Fogo sobre Terra, Estúpido Cupido, Sem Lenço, Sem Documento e Os Gigantes, restaram algumas cenas e pouquíssimos capítulos preservados. Já de A Patota, O Primeiro Amor, O Bofe, Cuca Legal, Bicho do Mato e Cavalo de Aço, sobraram pouquíssimas cenas e, eventualmente, suas aberturas. Também restou o primeiro capítulo da versão censurada de Roque Santeiro, de 1975, dentre os 30 gravados e 10 editados, por conta do incêndio.
A emissora só passou a manter uma política de preservação de suas telenovelas a partir do final da década de 1970 e do início da década de 1980, quando se consolidava no mercado internacional exportando produções, embora a novela O Amor é Nosso, de 1981, teria sido inteiramente apagada dos arquivos, segundo funcionários do arquivo da emissora, restando apenas chamadas da estreia, além de também restarem poucos capítulos de novelas como Chega Mais e Voltei pra Você. Porém, antigas gravações caseiras foram sendo postadas no YouTube e foram descobertas algumas cenas raríssimas dessa novela, inclusive alguns minutos disponíveis do último capítulo (155). Em agosto de 2021, a jornalista Tati Machado revelou no programa É de Casa que muitas cenas de Coração Alado, de 1980, foram perdidas por conta da reutilização de fitas. Em julho de 2023, o então diretor do Globoplay, Erick Brêtas, contou em seu perfil no Twitter (atual X) que a novela Sol de Verão, de 1982, está incompleta no acervo da TV Globo, tendo, de 137 capítulos, apenas 8 preservados, sendo eles os capítulos 1, 2, 69, 70, 121, 122 e 137 (além de um capítulo especial).
O lançamento do Projeto Resgate, do Globoplay, revelou ao público que alguns capítulos de novelas e episódios de outras produções gravadas a partir da década de 1980 (e até da década de 2000) foram perdidos ou mantidos com imagens danificadas, tais como capítulos de novelas como Guerra dos Sexos, Roda de Fogo, Alma Gêmea e das temporadas 3 de 1997 (capítulo 177) e 5 de 1998-1999 (capítulos 3 e 4, porém, o capítulo 3 possui um trecho na internet) de Malhação. Quanto a Roda de Fogo, o autor Marcílio Moraes disponibilizou em seu site o capítulo que foi perdido no acervo. Também há novelas disponíveis apenas na versão para exportação, editada, com menos capítulos e com o tempo de arte menor, como é o caso de Vereda Tropical e Corpo a Corpo (sendo reexibida neste modelo no canal por assinatura Viva). No entanto, esta edição possui a mesma quantidade de capítulos da versão original, mas em duração curta. Também estão em versão internacional Plumas & Paetês, a primeira versão de Ti Ti Ti e Champagne.
Em 2021, foi gravado um final alternativo para a novela Haja Coração (2016), cinco anos após sua exibição original, que estava em reprise na época. Ao ser questionada sobre o ato, a Globo anunciou que descarta finais alternativos de novelas que não tenham ido ao ar e que, por isso, a cena foi regravada (mas nunca exibida). Apesar disso, a novela A Próxima Vítima (1995) teve seu final alternativo exibido na reprise do Vale a Pena Ver de Novo e disponibilizada no Globoplay. Durante muito tempo, a emissora foi impedida de exibir a versão integral de Terra Nostra por conta de direitos autorais de trilhas sonoras. Por isso, o Viva exibiu e o Globoplay disponibilizou apenas a versão internacional de 150 capítulos. Até que a questão foi resolvida e o Globoplay pôde resgatar a versão integral de 221 capítulos em 27 de maio de 2024.
Durante muitos anos, era muito comum, na emissora, o ato de manter, em seu acervo, apenas seis capítulos de novelas que não fizeram sucesso na exibição original e consideradas sem potencial)para uma eventual venda para o mercado internacional. Eram preservados os dois primeiros capítulos, dois capítulos da metade, e os dois últimos, apenas para fins de pesquisa e arquivo.
No dia 1º de dezembro de 2023, durante a Comic-Con Experience (CCXP), Erick Brêtas, ex-diretor de Produtos Digitais e Canais Pagos do Grupo Globo, anunciou a criação do Projeto Fragmentos, com o objetivo de recuperar novelas incompletas no acervo da Globo, com poucos capítulos preservados. Com previsão de término para 8 de dezembro de 2025, serão publicadas 28 novelas das décadas de 1970 e 1980, que tenham entre 2 a 20 capítulos preservados. As novelas integrantes do projeto foram publicadas a partir do dia 22 de janeiro de 2024, sendo elas: Gina (capítulos 1, 2, 45, 46, 89 e 90), Chega Mais (capítulos 1, 2, 79, 80, 157 e 158), Coração Alado (capítulos 1, 2, 92, 93, 184 e 185), Estúpido Cupido (capítulos 1, 2, 80, 81, 159 e 160), Os Gigantes (1 e 147, sendo o primeiro e o último capítulo preservados, além de trechos incompletos do capítulo 4), a primeira versão de O Rebu (capítulos 1 e 92), Fogo Sobre Terra (capítulos 1, 2, 104, 105, 208 e 209) Voltei pra Você (capítulos 01, 02, 70, 71, 139 e 140, com o capítulo 71 apresentando uma falha na geração de imagens, durando dois minutos), Corrida do Ouro (capítulos 01, 02, 89, 90, 177, 178), O Grito (capítulos 01, 02 e 125), Sem Lenço, sem Documento (capítulos 01, 02, 74, 75, 148 e 149), Uma Rosa com Amor (capítulos 01, 02, 110, 111, 219 e 220), Sinhazinha Flô (capítulos 01, 02, 29, 30, 81 e 82, porém, a versão internacional da novela com os mesmos 82 capítulos, mas com minutagens diferentes, está arquivada), Carinhoso (capítulos 01/02, 03, 86, 87, 88, 172, 173 e 174), Espelho Mágico (capítulos 01, 02, 75, 76, 105, 149 e 150), Memórias de Amor (capítulos 01, 02, 41, 42, 81 e 82), Helena (capítulos 01, 11, 19 e 20), À Sombra dos Laranjais (capítulos 01, 02, 45, 46, 90 e 91), O Pulo do Gato (capítulos 01, 03/04, 40, 66, 70, 74, 134 e 140), Bravo! (capítulos 01, 02, 99, 100, 197 e 198), Sinal de Alerta (capítulos 01, 02, 58, 59, 115 e 116) e Vejo a Lua no Céu (capítulos 01, 02, 49, 50, 98 e 99).
De musicais, restaram trechos do Festival Internacional da Canção, apesar de não haver registros de Milton Nascimento cantando "Travessia" e Geraldo Vandré cantando "Pra Não Dizer Que Não Falei das Flores". Do Som Livre Exportação, sobraram só alguns trechos, como o de Elis Regina e Ivan Lins cantando "Madalena" e Os Mutantes interpretando "Ando Meio Desligado". Todos os especiais de Roberto Carlos e a maioria dos episódios de Globo de Ouro também estão guardados no acervo. Dos humorísticos, há poucas edições de Chico City e poucos episódios da primeira versão de A Grande Família, além de muitas esquetes de Faça Humor, Não Faça Guerra, Satiricom e boa parte dos programas Planeta dos Homens, Viva o Gordo e Os Trapalhões. Entre os seriados, há muitos episódios disponíveis da primeira versão de Carga Pesada, e estão guardados alguns episódios do Caso Especial, Caso Verdade, Tele Tema e a minissérie Malu Mulher. Na internet, conseguiram resgatar quatro episódios de A Grande Família (um deles incompleto) e o especial de Natal de 1987 (também incompleto), enquanto que pouco se sabe o quanto que a emissora mantém da série. Todas as minisséries produzidas desde 1982 estão mantidas. 
Dos programas infantis, a maioria dos episódios de Vila Sésamo (1972) foram perdidos (embora alguns estejam possivelmente mantidos no acervo da TV Cultura), assim como há pouquíssimos fragmentos do Globinho, enquanto que os primeiros infantis, como Capitão Furacão foram completamente perdidos, restando apenas fotografias. Restaram muitos musicais infantis, a maioria feita na década de 1980, como A Arca de Noé, Pirlimpimpim, Plunct Plact Zuuum e Casa de Brinquedos. Também foram preservados vários episódios de Sítio do Picapau Amarelo (disponibilizados em DVD, no Viva e no Globoplay) . Em 25 de maio de 2025, o Globo Repórter produzido para as comemorações dos 60 anos da TV Globo, revelou trechos à cores de gravações do Uni Duni Tê, primeiro programa infantil e primeira atração exibida pela emissora, presente em fitas mantidas pela sua apresentadora Fernanda Barbosa Teixeira e que foram descobertas após o falecimento desta pelos seus familiares. No programa, foi informado que a Globo digitalizou e passou a preservar todo o conteúdo das fitas cedidas.
O CEDOC (Centro de Documentação da Rede Globo) foi inaugurado em 1995, uma parte do acervo da emissora está nele e o restante é mantido pelos Estúdios Globo. Cada fita tem um código de consulta e o acesso é feito por meio de um robô gigante. Atualmente, os arquivos recentes da emissora são guardados em cartões de memória, ou simplesmente armazenados na nuvem. Já na sede do Jardim Botânico, onde funciona a Central de Jornalismo, é mantido um acervo diferente, com reportagens, entrevistas, coberturas jornalísticas e apresentações de telejornais para o caso dos jornalísticos precisarem de imagens de arquivo para ilustrar reportagens. Nela, também há trechos de programas de entretenimento (especialmente estreias e últimos programas) e depoimentos disponibilizados pelo site Memória Globo, para a mesma necessidade.

### Record
A Record também perdeu muitas imagens devido à limpeza e reutilização de fitas, incêndios e deterioração. A maioria dos registros de O Fino da Bossa e Jovem Guarda não existe mais, e há apenas três episódios da sitcom Família Trapo, um deles com a participação de Pelé. A emissora detém poucos registros de produções como a novela As Pupilas do Senhor Reitor (com Hebe Camargo), Os Insociáveis, A Praça da Alegria, Troféu Roquete Pinto e do Show do Dia 7. No entanto, mantém guardadas algumas edições do Festival de Música Popular Brasileira, em especial a de 1967 (cuja final está praticamente na íntegra), e um trecho de uma entrevista de Roberto Carlos a Silvio Santos. Das transmissões realizadas nas décadas de 1970 e 1980, restaram trechos de apresentações musicais diversas e de programas como Perdidos na Noite. Especial Sertanejo, Clube dos Esportistas, Nova Mulher, À Moda da Casa e Sinal de Vida. Alguns registros da emissora nas décadas de 1980 e 1990 podem ser encontrados no YouTube, registrados por gravações caseiras de colecionadores.
Não há registros do primeiro ano de Note e Anote, com a apresentação de Jussara Freire. Até 1997, a Rede Record não possuía uma política de arquivar a sua programação; desde então, pelo menos 600 fitas de vídeo, que se acreditavam estar perdidas, foram recuperadas com a ajuda do Instituto Ressoar.

### Excelsior
A maior parte do material da TV Excelsior foi perdido em um incêndio em 1969, um ano antes de seu fechamento. No entanto, em 1999, cerca de 100 fitas da emissora foram descobertas nos arquivos da TV Globo e da TV Gazeta. Essas fitas foram restauradas pela Faculdade Cásper Líbero e posteriormente doadas à Cinemateca Brasileira em 2001. Há cenas de novelas como Redenção (um capítulo hoje é mantido pelos arquivos da Globo), A Muralha, A Pequena Órfã, Sangue do Meu Sangue e Dez Vidas. Além disso, há a apresentação do cantor estadunidense Ray Charles de 1963 (que foi lançada em DVD), uma série de vinhetas com as mascotes da emissora (Ritinha e Paulinho), além de cenas de alguns musicais. O ex-diretor do canal, Álvaro de Moya, em seu livro Glória In Excelsior, afirma ter assistido a uma cópia da série Caminhos da Medicina, exibida em 1962 pela antiga TV Morada do Sol em Araraquara (SP).

### Bandeirantes
A Bandeirantes perdeu muitos programas antigos devido a um incêndio ocorrido apenas dois anos depois de sua inauguração, além da limpeza e reutilização de fitas. O que sobrou foram alguns segundos do discurso de João Saad durante a inauguração do canal, a vinheta do programa Ducal nos Esportes e a cobertura do próprio incêndio. A maior parte dos episódios de Buzina do Chacrinha, Clube do Bolinha, Cozinha Maravilhosa da Ofélia, além de grande parte dos programas de Hebe Camargo e Flávio Cavalcanti estão perdidos. No entanto, a emissora possui em seu acervo todas as suas telenovelas e minisséries a partir de 1979, cenas da inauguração da emissora, teleteatros com Cacilda Becker e trechos de Nunca É Tarde Demais, além de edições de Perdidos na Noite, Praça Brasil, Agildo no País das Maravilhas, Cara a Cara, A Turma do Lambe-Lambe, TV Fofão, TV Criança e ZYB-Bom. Muitos musicais da emissora também foram preservados e lançados em DVD mais tarde. Além disso, possui um rico acervo esportivo, tendo guardados muitos registros de gols feitos por Pelé e jogos de futebol narrados por Luciano do Valle.
A Band também mantém em seu arquivo todos os debates eleitorais realizados durante as eleições gerais e durante as eleições municipais realizados em São Paulo, incluindo o primeiro debate entre os candidatos da eleição presidencial de 1989, com mediação de Marília Gabriela, e que está na íntegra.

### SBT
Muitas transmissões do SBT realizadas na década de 1980 foram perdidas devido à limpeza de fitas e também devido a enchentes ocorridas em janeiro de 1987 e em março e abril de 1991 em seus estúdios na Vila Guilherme. Por causa disso, há poucas cenas dos programas da TVS Rio como O Povo na TV, Homem do Sapato Branco, Almoço com as Estrelas e das produções da Estúdios Silvio Santos feitas durante a década de 1970 (a novela O Espantalho, de Ivani Ribeiro, foi preservada). Uma pequena parte dos registros da década de 1980 da emissora também foi perdida. O SBT não possuía uma política de arquivar a sua programação até 1996, quando sua sede foi transferida para o CDT da Anhanguera em Osasco. A maioria das primeiras edições de Viva a Noite, Show Maravilha e Bozo foram perdidas. No entanto, a emissora possui quase todos os episódios completos de A Praça é Nossa, cenas da assinatura da concessão e da inauguração da TVS Rio e do SBT, da Parada do Dia das Crianças e vários trechos do Programa Silvio Santos de 1975, uma edição do Silvio Santos Diferente e dos programas de Flávio Cavalcanti, Raul Gil e Carlos Imperial, além de trechos de programas humorísticos como Reapertura, Alegria, Feira do Riso e Show Riso. No esporte, mantém partidas narradas por Silvio Luiz, jogos de Copas do Mundo com a aparição do mascote Amarelinho, em especial a partida em que a Seleção Brasileira conquistou o tetra-campeonato, em 1994.
Em julho de 2023, a edição comemorativa de 60 anos do Programa Silvio Santos, exibiu muitos trechos de programas antigos de épocas em que a atração era exibida pela Globo, Tupi e Record e até mesmo após a inauguração do SBT, que muitos acreditavam estar completamente perdidas. Dentre elas, uma vinheta da década de 1960 (supostamente uma das primeiras do programa), trechos de Silvio Santos iniciando edições de seu programa, e um fragmento em qualidade deteriorada de uma edição do Boa Noite, Cinderela exibida originalmente na Globo, no qual aparecia Silvia Abravanel ainda criança (e que depois foi disponibilizada na íntegra no YouTube com intervalos comerciais). E também de programas como Cidade contra Cidade, Ele Disse, Ela Disse, Tudo por Dinheiro e edições dos concursos Miss Brasil e Miss São Paulo comandadas pelo comunicador, incluindo edições em preto e branco do Troféu Imprensa.
Quanto às novelas, todas as produzidas desde a inauguração da emissora estão em um bom estado de conservação, incluindo as co-produzidas, como Cortina de Vidro e O Direito de Nascer. Também encontra-se preservada a novela O Espantalho, exibida originalmente em 1977 pelas redes Record e TVS. Em outubro de 2024, o SBT garantiu que pretende colocar todas as produções em seu serviço de streaming, mas enfrenta entraves legais que dificultam a disponibilização.  Cortina de Vidro, por exemplo, foi vendida "ilegalmente" para o exterior, sem o conhecimento da emissora e das produtoras envolvidas, e foi exibida na Itália . Cenas em boa qualidade foram exibidas no episódio da série Tributo do Globoplay sobre Walcyr Carrasco. Um vídeo publicado pelo canal do streaming +SBT no YouTube em 2024, revelou que a emissora mantém guardada novelas nacionais e internacionais em seu acervo, embora não se saiba se estão na íntegra. Dentre as produções catalogadas estão: Solar Paraíso (da TVS Rio), A Força do Amor e Razão de Viver. Das mexicanas, estão Garotas Bonitas, Eu Compro Esta Mulher, Rosa Selvagem, Simplesmente Maria, Amor em Silêncio e Paixão e Poder, além de Llena de Amor, nunca exibida no Brasil até então. A ficha também indica as novelas Carrossel e Esmeralda, mas não se sabe se tratam de suas versões mexicanas ou brasileiras. A série documental Silvio Santos, Vale Mais do Que Dinheiro exibiu cenas e aberturas brasileiras das novelas Os Ricos Também Choram, Desprezo, Chispita e Só Você, o que pode indicar que há uma significativa quantidade de registros das primeiras novelas latinas exibidas pela emissora — e suas respectivas dublagens — em seu acervo.
Com o lançamento do streaming +SBT em agosto de 2024, muitos programas dos anos 1980 até os dias atuais foram resgatados e disponibilizados no catálogo e/ou transmitido em seus canais FAST, tais como Hebe, Hebe por Elas, TV Animal, Sabadão Sertanejo, Topa Tudo por Dinheiro, Qual é a Música?, Domingo no Parque, Namoro na TV, Show de Calouros, Porta da Esperança, Em Nome do Amor, Fantasia, Curtindo uma Viagem, Curtindo com Reais, Jô Soares Onze e Meia, Programa Livre, Canta e Dança, Minha Gente, De Frente com Gabi, Show Maravilha, Festolândia, Eliana & Cia, Casa da Angélica, Programa Sérgio Mallandro, Oradukapeta, Show do Milhão e Nada Além da Verdade. Anteriormente, a rede disponibilizou no YouTube as duas versões do especial Romeu e Julieta com Hebe Camargo e Ronald Golias, que foram reprisados regularmente pelo programa Quem Não Viu, Vai Ver, que também reprisou episódios de Veja o Gordo, Escolinha do Golias, Ô... Coitado!, Meu Cunhado e SBT Realidade, e o especial SBT Palace Hotel.

### Cultura
A TV Cultura preservou muitos programas antigos e possui um dos arquivos mais completos entre as redes de televisão brasileiras. Apesar de ter sofrido um incêndio em 1986, esse incêndio não atingiu o arquivo da emissora. A Cultura guarda em seu acervo cenas da inauguração da emissora, vários programas Ensaio, do diretor Fernando Faro e 4 edições na íntegra da primeira versão de Vila Sésamo. No entanto, há poucos capítulos de Meu Pedacinho de Chão (exibida em parceria com a Globo). Algumas edições de Inglês com Música (com a professora Marisa Leite de Barros) das décadas de 1970 e 1980, hoje são mantidos pelo acervo pessoal da professora. A Cultura também possui o programa Panorama (com um dos únicos depoimentos televisivos da escritora Clarice Lispector) e alguns programas do Jardim Zoológico, Vox Populi, Repórter Especial e Jovem Urgente, MPB Especial, Fábrica do Som, Vitrine, De Olho na Notícia, É Proibido Colar e Quem Sabe, Sabe, além de várias edições de Curumim, Bambaleão e Silvana, Bambalalão, Revistinha e todos os episódios na íntegra de Mundo da Lua, Rá-Tim-Bum e Castelo Rá-Tim-Bum.
Possivelmente, tem guardado completo em seu acervo programas como Bem Brasil, Musikaos, Matéria Prima, Fanzine, Enigma, Eureka!, O Professor, Sr. Brasil, bem como quase todas as edições do Metrópolis, Viola, Minha Viola, Nossa Língua Portuguesa e Repórter Eco. Tendo em vista que a emissora costuma reprisar seus programas mais célebres em ocasiões de aniversário. Sabe-se que a emissora tem todos os episódios do Provocações, da primeira temporada da série Confissões de Adolescente, alguns teleteatros do Teatro 2 e mini-novelas produzidas nos início dos anos 1980. Além destes, também estão mantidas transmissões de futebol antigas. em especial as das Copas do Mundo de 1974, 1978 e 1982, nas quais transmitiu.

### Manchete
Após a falência da Rede Manchete, em 1999, a maior parte do acervo ficou apreendida na sede da emissora, no Rio de Janeiro, até ser incluída na massa falida e, posteriormente, ser leiloada pela justiça. Por esse motivo, muitos conteúdos da emissora se perderam, restando alguns títulos de novelas que foram reprisadas pelo SBT e pela Band, que foram Dona Beija, Pantanal, A História de Ana Raio e Zé Trovão, Tocaia Grande, Mandacaru e Xica da Silva. Outros conteúdos da emissora passaram para JPO Produções, que produziu algumas novelas e ficou com a massa falida da emissora. Em 2005, a Rede Cultura também recebeu mais de 4 mil fitas do acervo da TV Manchete São Paulo através de doações. No entanto, essas fitas não puderam ser restauradas devido a um imbróglio judicial sobre os direitos autorais. As telenovelas produzidas a partir de 1995 (Tocaia Grande, Xica da Silva, Mandacaru e Brida) pela Bloch Som e Imagem, uma empresa produtora fundada naquele ano para produzir telenovelas para a Rede Manchete e manter os direitos autorais sob a sua propriedade em caso de venda ou falência da rede, estão preservadas por Carla Kapeller, sobrinha-neta do fundador da emissora, Adolpho Bloch, que ainda administra os negócios remanescentes do Grupo Bloch.
O programa Documento Especial, de Nelson Hoineff, foi reprisado pelo Canal Brasil a partir de cópias feitas em VHS pela produtora do jornalista. No entanto, apesar do sumiço dos arquivos da emissora, há muitos registros gravados por colecionadores com vários momentos da emissora. A RedeTV! pegou algumas fitas da Manchete e fez cópias para seu acervo. A Globo mantém, em seus arquivos, algumas cenas de Clube da Criança (nas fases apresentadas por Xuxa e por Angélica). Alguns documentários da Manchete foram lançados em VHS e no DVD Nossas Câmeras são Seus Olhos.
No final de 2021, mais de 25 mil fitas, bem como a marca "Manchete" foram arrematados em um leilão online por meio milhão de reais. Os lotes contavam com fitas de novelas, minisséries, jornalísticos e programas infantis. A identidade do comprador é desconhecida até então.

### RedeTV!
A RedeTV! possui um acervo quase que completo com a maior parte de sua programação gravada, uma vez que já surgiu na era das mídias digitais. Mantém os arquivos desde sua inauguração até hoje gravados em DVD e guarda todo o seu acervo digitalmente. Também mantém algumas fitas da Rede Manchete e arquivos da fase TV!. No entanto, a emissora mantém uma política de proibir artistas que processaram a emissora de aparecerem nas atrações do canal e até de serem citados. Essa lista inclui ex-contratados da RedeTV! (além de alguns ex-apresentadores e funcionários da Rede Manchete), fazendo com que haja dúvidas se a emissora ainda mantém programas como Pânico na TV (que teve um trecho exibido no Globo Repórter em 2020), Late Show, Saturday Night Live Brasil, Galera na TV e a primeira fase do TV Fama.
Um caso curioso foi o da série Miguelito, conhecida por ser uma "cópia" de Chaves, onde apenas cinco dos 22 episódios gravados foram exibidos. Durante muito tempo, não havia qualquer informação sobre essa série, exceto por uma gravação da chamada de estreia, feita em VHS, por um colecionador. Até que em março de 2023, os episódios exibidos (além de uma apresentação especial da série) foram disponibilizados no YouTube pelo neto de um dos atores da produção e que foram gravados de modo caseiro, em qualidade razoável, em duas fitas VHS.

### Gazeta
A TV Gazeta possui poucos programas armazenados e praticamente não possui acervo. Do pouco que foi mantido, restaram momentos de programas, especiais e cenas da inauguração da emissora. Da década de 1980, restaram trechos do TV Mix, Paulista 900, Perdidos na Noite, Brincando na Paulista e de algumas transmissões esportivas, como a final da Libertadores de 1992, que culminou no título do São Paulo (e que garantiu à emissora índices de audiência na faixa dos 50 pontos). Da década de 1990, foram mantidas edições de programas feitos durante a parceria com a CNT, como 190 Urgente com Ratinho, Hugo, Circulando com Luciano Huck, Desafio ao Galo com Tiago Leifert, Mãe de Gravata com Ronnie Von, Festa do Mallandro e Ione. Dos episódios do programa Mulheres, produzidos entre a década de 1980 e parte dos anos 2000, restaram poucos trechos, embora estejam guardados momentos especiais como alguns shows de aniversário no Anhembi Parque e a primeira apresentação na TV do grupo Mamonas Assassinas. Existem também registros da emissora feitos por gravações caseiras e mantidos por colecionadores.
Além disso, as reportagens de Goulart de Andrade foram mantidas pelo próprio jornalista, assim como a sitcom Spa TV Fantasia, mantida pelo produtor Evê Sobral, que foi reexibida, posteriormente, pela Rede Brasil de Televisão. Algumas edições de programas, exibidas entre o final da década de 2000 e início da década de 2010, acabaram se perdendo, por descuido, durante a transição para as transmissões em alta definição. Isso ocorreu com as primeiras edições do Revista da Cidade, algumas entrevistas do Todo Seu e edições de 2010 do Super Esporte.

### MTV Brasil
Após o seu fim, em setembro de 2013, o acervo musical da emissora foi vendido para a empresa estadunidense Viacom (atual Paramount Global), que deu continuidade à marca MTV na TV paga. Esse acervo corresponde a cerca de 33 mil fitas contendo clipes, shows e entrevistas com artistas. Já outra parte do acervo, contendo cabeças de programas gravados por VJs, ficaria com o diretor Zico Góes, que pretendia produzir um documentário sobre a história da MTV Brasil. No entanto, grande parte de seu acervo, contendo mais de 40 mil fitas, ficou guardada em más condições, por alguns anos, dentro da antiga sede da emissora, no bairro do Sumaré, em São Paulo. Apesar disso, os episódios do humorístico Hermes e Renato foram resgatados pelo próprio grupo, que mantém as fitas (incluindo trechos disponíveis no canal oficial do grupo no YouTube). Em 2019, o Grupo Abril iniciou estudos para realocar o acervo e começou a digitalizar as fitas para a preservação da memória.

### CNT
Pouco se sabe sobre a situação do acervo da CNT (e da sua antecessora, a Rede OM), tampouco se a rede, de fato, possui um acervo. O que se sabe é que a Gazeta mantém alguns trechos de programas feitos durante sua parceria com a rede paranaense na década de 1990. As produções de dramaturgia feitas em parceria com a Associação do Senhor Jesus, como Antônio dos Milagres (lançada em DVD) e Irmã Catarina, estão preservadas no acervo da Rede Século 21, que ocasionalmente as reexibe. Aparentemente, a emissora mantém preservados episódios do humorístico Pensão Santa Felicidade, de 1997, uma vez que o programa foi reprisado, ocasionalmente, nos anos seguintes. No entanto, existem diversos registros da emissora desde a década de 1980 que foram gravados em videocassete e mantidos por colecionadores.

### TVE Brasil
O acervo da emissora pública TVE Brasil (atual TV Brasil) é preservado desde 2002 pelo Arquivo Nacional. Nele, contém quase 5 mil gravações em películas de 16mm, em especial produzidas durante a década de 1970, contendo gravações de programas como Stadium, Os Mágicos e Caleidoscópio; e apresentações musicais de artistas como Cartola, Elza Soares, Vinícius de Moraes, Clementina de Jesus, Gilberto Gil, entre outros. Em 2021, este acervo foi revisto, higienizado, recondicionado e digitalizado.

### Loading
Pouco se sabe se a equipe da Loading manteve preservado o acervo do canal de tão pouco tempo no ar. Todavia, por ter sido lançada na época que as redes sociais já eram fortes, boa parte de seu conteúdo (tais como vinhetas, chamadas, trechos de programas e os últimos minutos de sua transmissão) está disponível no YouTube e em outras mídias sociais.

### Emissoras sem acervo
Sobre a TV Continental, do Rio de Janeiro, há apenas algumas fotos e não há disponível nenhum registro em vídeo. Depois da falência, todo o acervo da emissora foi perdido, de forma misteriosa, para sempre. 
Quanto a TV Paulista, também não há qualquer registro além de pouquíssimas fotos e anúncios publicitários em jornais impressos. Todo o seu acervo foi perdido a partir de março de 1966, quando, após ter sido comprada por Roberto Marinho no ano anterior, a TV Paulista foi extinta, dando espaço á programação da TV Globo Paulista (atual TV Globo São Paulo).
Também não há informações sobre um possível acervo da TV Rio.

## Canadá
A emissora pública Canadian Broadcasting Corporation (CBC) nunca limpou seu arquivo e mantém um arquivo completo de toda a programação que foi gravada.
A CTV admitiu apagar muitos programas durante a década de 1970. No entanto, devido à exigência de uma cota de conteúdo canadense nas emissoras de rádio e de televisão do país, a necessidade de programação produzida no Canadá levou a uma maior preservação dos programas, e até mesmo programas mal recebidos (como o infame The Trouble with Tracy) foram arquivados e reprisados por vários anos após o cancelamento. Além disso, as retransmissões canadenses foram uma fonte de algumas transmissões que de outra forma foram perdidas nos Estados Unidos e no Reino Unido.[carece de fontes?]

## Irlanda
A televisão chegou com atraso na Irlanda; o serviço de televisão da emissora pública RTÉ foi lançado no final de 1961. Embora as primeiras transmissões dos telejornais tenham sido cinescopadas, quase todas as transmissões dos primeiros quinze anos (ou seja, até 1977) foram perdidas. Da soap opera Tolka Row (1964-1968), apenas o último episódio ainda sobrevive, enquanto apenas alguns dos primeiros episódios de The Late Late Show ainda existem. Mesmo quando os programas irlandeses eram enviados ao exterior para serem reexibidos, as fitas eram frequentemente reenviadas à Irlanda e reutilizadas.

## Japão
Algumas emissoras de TV no Japão apagaram algumas fitas de seus arquivos, este exemplo incluiu a primeira adaptação para anime de Doraemon. Além disso, alguns tokusatsus da década de 1970 tiveram suas fitas acidentalmente apagadas após serem reprisados, como foi o caso da série Totsugeki! Hyūman!!, produzida pela Toho, que foi perdida na década de 1980 depois que a Nippon TV acidentalmente reutilizou as fitas mestras.[carece de fontes?]

## México
Devido às suas várias instalações de estúdio, nomeadamente seus estúdios Chapultepec e San Ángel, a Televisa preservou a maior parte de seus programas por vários anos. Alguns programas da Televisa, no entanto, foram perdidos não devido à limpeza dos seus arquivos, mas devido ao terremoto de 1985 na Cidade do México que destruiu parte do arquivo da rede. No entanto, canais menores, como XEIPN-TV e XHDF-TV, não começaram a preservar suas transmissões gravadas até o início dos anos 1980. A Multimedios Televisión de Monterrey mantém a maior parte da sua programação, embora alguma programação histórica especial que trate da história da sua estação emblemática mostra claramente que alguma filmagem foi doada por gravações de colecionadores a partir de sua transmissão original ou usa cenas de sua programação gravada por fãs e publicada no YouTube.
Alguns episódios dos seriados Chaves e Chapolin estão perdidos mundialmente, como Seu Madruga Sapateiro - Parte 2 (1973), Sem Pichorra Não Tem Festa - Parte 2 (1976) e Chapolin x Hitler (1975). O episódio Um Astro Cai na Vila - Parte 1 (1979) foi redescoberto em 2011 por um colecionador de Porto Rico e está disponível no YouTube. Há também episódios de Chaves que só existem no acervo de emissoras que exibiram o programa fora do México (como o SBT, no Brasil), mas não no acervo da Televisa, como Um Festival de Vizinhos - Parte 2 (1976).

## Reino Unido

### BBC
A BBC, a emissora pública britânica, não teve uma política de arquivamento até 1978 e grande parte das produções da empresa entre as décadas de 1930 e 1980 foram perdidas. As razões por trás dessa política incluem:

#### Tecnológicas
O serviço de televisão da BBC remonta a 1936 e era originalmente um meio quase ao vivo. As horas de transmissão eram muito limitadas e a maior parte da programação era transmitida ao vivo a partir do estúdio ou de unidades externas de transmissão; o filme contribuía pouco para as produções. Quando as primeiras transmissões de televisão foram feitas, havia dois sistemas concorrentes em uso. O sistema eletrônico EMI (usando 405 linhas) competia com o sistema de televisão mecânica Baird de 240 linhas. O sistema Baird adotou uma técnica intermediária de filme, onde o material ao vivo era filmado usando uma câmera de filme padrão montada em um grande gabinete que continha uma unidade de processamento rápido e um scanner iluminado para produzir a saída de vídeo para transmissão. As primeiras transmissões, no entanto, não foram preservadas neste filme intermediário, pois o material de nitrato (celulóide) foi digitalizado enquanto ainda estava molhado após ser banhado no fixador e nunca lavado para remover esses os produtos químicos. Consequentemente, o filme se decompôs logo após a transmissão; sabe-se que nada sobreviveu. Nenhum estúdio ou programa gravado em unidade externa de 1936 a 1939 ou 1946 a 1947 sobreviveu, pois não havia meios de preservá-los. Os "primeiros" registros históricos desta época; o primeiro drama policial televisivo do mundo, Telecrime (1938-1939 e 1946) e Pinwright's Progress (1946-1947, a primeira sitcom regular do mundo), permanece visualmente apenas em fotografias.
O método de gravação mais antigo para a televisão foi a telegravação, uma forma de cinescopagem que envolvia gravar a imagem de um monitor de televisão especial em um filme com uma câmera modificada. Os primeiros exemplos feitos por esse método incluem os dois primeiros episódios de The Quatermass Experiment (1953), transmitidos ao vivo enquanto são gravados simultaneamente. No entanto, a qualidade visual da gravação do segundo episódio foi considerada muito ruim — uma mosca entrou no espaço entre a câmera e o monitor em um ponto — que o restante da série não foi gravado.
Embora a tecnologia de gravação em videotape quadruplex tenha sido utilizada no Reino Unido desde 1958, esse sistema era caro e complexo; os programas gravados eram frequentemente apagados após a transmissão. A grande maioria dos programas ao vivo nunca foi gravada. Inicialmente, a fita de vídeo não era considerada um meio permanente de arquivamento - seu alto custo e a reutilização potencial das fitas levaram à cinescopagem do material do programa para filme sempre que a venda de direitos de exibição no exterior fosse possível ou a preservação considerada valiosa. A reciclagem de fitas de vídeo, juntamente com as economias feitas no armazenamento das fitas, permitiram à BBC manter os custos baixos.

#### Culturais
A produção de drama e entretenimento era realizada em estúdio e seguia a tradição do teatro ao vivo. As produções convencionais foram introduzidas gradualmente a partir da década de 1960. O Sunday Night Play (um grande evento na década de 1950) era realizado ao vivo no estúdio. Na quinta-feira, como a gravação cinescopada era de qualidade de transmissão insuficiente, era realizada outra apresentação ao vivo, com os artistas voltando a interpretar novamente.
Hoje, a maioria dos programas é pré-gravada e é relativamente barato preservar a programação para a posteridade; mesmo assim, a Carta da BBC não menciona nenhuma obrigação de reter e arquivar todos eles.

#### Direitos
Todos os programas de televisão têm questões relativas a direitos autorais e outros direitos associados a eles. Para alguns gêneros de programas - como drama e entretenimento - os atores, escritores e músicos envolvidos em uma produção têm direitos conexos. No passado, esses direitos eram defendidos rigorosamente - a permissão podia até ser negada por um colaborador para a reprise ou reutilização de um programa. Os sindicatos de atores suspeitavam muito da ameaça aos novos trabalhos se os programas fossem repetidos; de fato, antes de 1955, o sindicato de atores britânico British Actors' Equity Association insistia em que qualquer gravação cinescopada só poderia ser "vista em particular" nas instalações da BBC e não transmitida.

#### Televisão em cores
A introdução da televisão em cores no Reino Unido a partir de 1967 significou que as emissoras achavam que havia ainda menos valor na retenção de gravações em preto e branco. Como essas fitas não podiam ser reutilizadas na produção de programas em cores, elas foram descartadas para criar espaço para as novas fitas coloridas nos arquivos, que estavam sendo preenchidas rapidamente. O aumento do custo das fitas de videotape quadruplex em cores — aproximadamente 1.000 libras por fita em preços atuais —  fez que as empresas ainda reutilizassem frequentemente as fitas para controlar custos. As atitudes negativas em relação ao valor de um programa também persistiram. Por esses motivos, muitos programas sobrevivem apenas como gravações de filmes monocromáticos, se existem.
Algumas produções em cores foram gravadas em filmes em preto e branco para exportação para países que ainda não introduziram a televisão em cores. Em alguns casos, os primeiros programas em cores ainda sobrevivem apenas nesta forma.

#### Significantes programas perdidos
Exemplos importantes de programas perdidos incluem muitos dos primeiros episódios de Doctor Who, The Wednesday Play, a maior parte do seriado Not Only But Also, a grande maioria da cobertura de estúdio da aterrissagem da Apollo 11 à lua, todos, exceto um dos 39 episódios de The First Lady, e todos os 147 episódios da soap opera United!. A única aparição ao vivo dos Beatles no Top Of The Pops em 1966, tocando o single Paperback Writer, acredita-se que tenha sido apagada de forma clara na década de 1970. Uma gravação sem áudio de 11 segundos feita em uma câmera de filme de 8 mm foi descoberta em abril de 2019. A primeira aparição do músico Bob Dylan, em uma peça de 1963 intitulada The Madhouse on Castle Street, foi apagada em 1968.
Há material perdido em todos os gêneros —  no início da década de 1990, um grande número de programas infantis gravados em videotape das décadas de 1970 e 1980 foram irremediavelmente apagados dos arquivos da BBC na suposição de que eram de "baixa prioridade", sem consultar o próprio departamento infantil da BBC.

#### Descoberta de programas perdidos
Desde o estabelecimento de uma política de arquivamento para a televisão em 1978, os arquivistas da BBC e outros, ao longo dos anos, usaram vários contatos no Reino Unido e no exterior para tentar rastrear programas ausentes nos arquivos da emissora. Por exemplo, todos os clientes da BBC Worldwide, que inclui emissoras de todo o mundo que compraram os programas da emissora, foram contatados para verificar se ainda possuíam cópias que poderiam ser devolvidas; Doctor Who é um excelente exemplo de como esse método recuperou episódios que a BBC não possuía. Na virada do século XXI, a BBC estabeleceu também o Archive Treasure Hunt, um apelo público para recuperar produções perdidas, que também teve alguns sucessos.
A BBC também mantém contatos estreitos com o National Film and Television Archive, que faz parte do British Film Institute e seu evento Missing Believed Wiped, que foi realizado pela primeira vez em 1993 e faz parte de uma campanha para localizar itens perdidos do passado da televisão britânica. Há também uma rede de colecionadores britânicos que, se encontrarem algum programa ausente nos arquivos da BBC, entram em contato com a empresa com informações —  ou, às vezes, até com as imagens reais. Alguns exemplos de programas recuperados nos arquivos da BBC são Doctor Who, Steptoe and Son, Dad's Army, Letter from America, The Likely Lads e Play for Today.
Por muitos anos, o episódio piloto de Are You Being Served? sobreviveu apenas em preto e branco, aparecendo desta forma no lançamento em DVD no Reino Unido em 2003. Em 2009, uma versão colorida foi reconstruída quando se percebeu que o rolo de filme em preto e branco havia gravado informações suficientes sobre cores como um padrão de rastreamento de pontos para permitir a recuperação de cores.

### ITV
A BBC não estava sozinha nessa prática - as empresas comerciais que formaram sua principal rival, a ITV, também apagaram fitas de vídeo e destruíram gravações cinescopadas, deixando lacunas em seu acervo. O estado dos arquivos varia muito entre as diferentes empresas; A Granada Television mantém um grande número de seus programas em preto e branco mais antigos, a empresa tendo uma política não oficial de reter o máximo de seu material de transmissão (embora cinescopada), apesar das dificuldades financeiras em seus primeiros anos. Isso inclui toda a novela Coronation Street, que agora está guardada no arquivo da Yorkshire Television, que possui arquivos em grande parte intactos, embora alguns programas coloridos iniciais do final dos anos 1960 e início dos anos 1970, como toda a produção do drama Castle Haven, as duas primeiras temporadas de Sez Les e o programa infantil de variedades Junior Showtime estão desaparecidos e supostamente apagados. A antiga produtora da ITV, Thames Television também possui um acervo significativo.
No entanto, esses casos tendem a ser a exceção; a natureza anterior da rede ITV, em que empresas privadas independentes recebiam licenças para servir áreas geográficas por um determinado período de tempo (chamadas de franchises), significava que, quando as empresas perdiam suas licenças, seus arquivos eram frequentemente vendidos a terceiros e se tornavam fragmentados - e / ou arriscados sendo destruída, pois a propriedade e os direitos autorais permaneceram com as produtoras, e não com a rede. O arquivo de programas em rede feito pela Southern Television, por exemplo, agora é propriedade da empresa australiana de mídia Southern Star Group, mas a produção regional da Southern está nas mãos da ITV plc. As poucas fitas sobreviventes da Associated-Rediffusion (atual Associated Television, ATV) pertencem a muitas organizações diferentes, já que a maioria das fitas da Associated-Rediffusion foram gravadas em preto-e-branco e, portanto, consideradas inúteis após a chegada da transmissão em cores; como tal, foram eliminadas pela Thames Television, que sucedeu a transmissão da ATV em Londres, embora nos últimos anos tenha havido descobertas ocasionais, como um episódio de 1959 de Double Your Money, e o episódio restante desaparecido de Around the World (com Orson Welles), encontrado por Ray Langstone em 2011. Muitas fitas master pertencentes à ATV, desde então, se deterioraram devido ao armazenamento incorreto e são inadequadas para transmissão. Em particular, a versão ATV da popular novela Crossroads possui 2.850 episódios perdidos de seus 3.555 originais. Também frequentemente perdidos são alguns programas de perguntas e respostas; existem poucas edições da versão dos anos 1970 de Celebrity Squares with Bob Monkhouse, ou do programa infantil Runaround.[carece de fontes?]
Além disso, a responsabilidade pela preservação do arquivo foi deixada para empresas individuais. Por exemplo, a ITV não tem registro de sua cobertura ao vivo dos pousos na Apollo 11 na Lua em 1969 depois que a estação responsável por realizar a cobertura, a London Weekend Television, apagou as fitas. Das 96 fitas britânicas para o programa infantil anglo-americano-canadense Fraggle Rock, apenas 12 estão disponíveis, já que a biblioteca da produtora britânica TVS foi vendida e posteriormente dividida.
Nos últimos anos, a tendência de preservação do material começou a mudar. Os arquivos da Westward Television e da Television South West passaram a fazer parte do South West Film and Television Archive, ao mesmo tempo em que as mudanças na legislação britânica fizeram que as empresas da ITV que perderem suas franchises devem doar seus arquivos para o British Film Institute. No entanto, a mudança da ITV de uma estrutura regionalizada para uma empresa centralizada fez mudanças de empresas regionais no futuro parecem altamente improváveis.
A maior parte do material da década de 1960 também sobreviveu apenas de forma cinescopada. Acredita-se que alguns episódios iniciais também foram danificados ou de baixa qualidade, enquanto grande parte da produção de outras emissoras - como muitos episódios iniciais de The Avengers que não foram gravados em filme, produzido pela Associated British Corporation - foram destruídos.
Não existem cópias de The Adventures of Francie & Josie, já que a maioria dos primeiros programas da Scottish Television foram destruídos em um incêndio no final de 1969 (embora algumas fontes afirmem que foi em 1973). The Adventures Of Francie & Josie foi feito de 1961 a 1965 pela STV.

#### Recuperação de programas perdidos
Desde que o arquivo da BBC foi auditado pela primeira vez em 1978, programas ou trechos ausentes em filmes ou fitas são frequentemente encontrados em locais inesperados. Um apelo a emissoras de outros países que exibiram programas antigos (principalmente Austrália, Nova Zelândia, Canadá e países africanos como a Nigéria) produziu episódios "ausentes" dos arquivos dessas empresas de televisão. Os episódios também foram devolvidos às emissoras por colecionadores particulares que adquiriram cópias de 16 mm de várias fontes.[carece de fontes?]
- Dois episódios da primeira temporada de The Avengers (uma produção da Associated British Corporation) que supostamente estavam faltando foram recuperados do Film & Television Archive da Universidade da Califórnia em Los Angeles, nos Estados Unidos.
- Em setembro de 2010, mais de 60 gravações de produções de drama da BBC e da ITV originalmente enviadas para transmissão nos Estados Unidos pela WNET (afiliada da emissora pública PBS na cidade de Nova York e em Nova Jersey) foram encontradas na Biblioteca do Congresso.[63]
- A sitcom Steptoe and Son está completamente intacta, embora aproximadamente metade dos episódios coloridos exista apenas em preto e branco; isso ocorreu depois que cópias dos episódios que se acreditava perdidos foram recuperadas no final da década de 90, a partir de gravações de vídeo padrão sem transmissão, feitas para os escritores Ray Galton e Alan Simpson por técnicos da BBC.
- Algumas gravações de áudio de Till Death Us Do Part foram recuperadas, bem como um trecho do piloto e dois episódios da terceira temporada.
- Nas várias vendas dos direitos de Who Wants to Be a Millionaire, presumia-se que as temporadas 1 a 4 da edição britânica se perderam para sempre. No entanto, em 2015, o Challenge TV - um canal britânico que transmite jogos clássicos - anunciou que foram encontradas e reprisados, embora alguns episódios desse conjunto permaneçam ausentes e não encontrados.
- Cópias de várias compilações da comédia britânica At Last the 1948 Show, considerada por muitos como precursora do Monty Python's Flying Circus, foram descobertas nos arquivos da emissora de televisão pública sueca SVT. A recuperação permitiu a reconstrução de edições originais ausentes do programa, o que significa que a maior parte da série existe em forma visual.

#### Preservação do arquivo atual
Os avanços na tecnologia resultaram na transferência de programas antigos em videotapes e outros formatos analógicos para novas mídias digitais, onde eles podem ser restaurados, ou se estiverem danificados e não puderem ser restaurados, impedidos de se deteriorar ainda mais. No Reino Unido, os arquivos da BBC e da ITV, além de outros canais, estão sendo convertidos das fitas de videotape quadruplex para formatos digitais. Esse é um processo extenso e caro, que levará muitos anos para ser concluído.
No entanto, as transmissões ao vivo no Reino Unido ainda não são necessariamente mantidas e a limpeza de imagens não cessou completamente. Segundo o escritor e jornalista britânico Matthew Sweet, existem "grandes lacunas nos registros da televisão infantil dos anos 1990".